# Winthemia borealis
Winthemia borealis là một loài ruồi trong họ Tachinidae.